# Эмма М
ЭММА М (настоящее имя Эмма Валерьевна Блинкова; род. 16 ноября 1992 года, г. Южно-Сахалинск) — российская певица, автор песен, композитор, поэтесса. Член Российского союза писателей.

## Биография
Родилась 16 ноября 1992 года в Южно-Сахалинске в семье военных юристов. С детства обучалась в музыкальной школе по классу фортепиано. Занималась спортивными бальными танцами, самбо, дзюдо, состояла в группе олимпийского резерва. Практикует йогу, увлекается славянской культурой, резьбой по дереву, стрельбой из оружия.
В 2015 году окончила юридический факультет Южно-Сахалинского института экономики, права и информатики.

## Творческая карьера
Параллельно с учёбой в институте создала свою кавер-группу «Opium», которая успешно выступала и обрела известность как на Сахалине, так и за его пределами.
В 2014 году выступила на XXII Всероссийском фестивале «Российская студенческая весна» в Тольятти и заняла второе место. После победы заключила контракт с продюсерским центром Романа Емельянова «Про Талант», переехала в Москву и начала сольную карьеру.
В 2015 году впервые выступила в Москве. В феврале 2016 года выпустила дебютный мини-альбом «1».
В 2017 году вышел первый альбом «Штрихкоды».
Стала известна как солистка группы «Эмма М» — исполнительница хитов «Штрихкоды», «Beautiful Life», «Ракеты» и многих других, которые долгое время находились в ротации на радиостанциях и лидировали в чартах.. Трек «Ракеты» стал саундтреком сериала «Молодёжка» на СТС. Дебютный клип на композицию «Штрихкоды» на YouTube посмотрели более трех миллионов человек, «Beautiful Life» — десять миллионов.
В 2016 году получила премию «Прорыв года» телеканала «Music Box», а через год стала победителем премии «Высшая Лига Нового Радио 2017». В 2018 году за песню «Солью» получила премию «Золотая сирена» от Нового радио (премия выдаётся артистам, чьи песни лидировали в хит-параде радиостанции в течение года).
Сотрудничала со многими известными представителями российской сцены, в том числе выпустила совместные треки с Игорем Николаевым, Мишей Марвиным, Еленой Темниковой, Леонидом Руденко, Мари Краймбрери и др.
Была приглашённым гостем на теле- и радиоэфирах многих федеральных и интернет-СМИ. Обладает популярностью на стриминговых сервисах, её треки прослушивают около миллиона раз в месяц.
В декабре 2019 года дала сольный концерт в «Известия Hall». Выступала на крупных площадках и фестивалях России: Кремль, Лужники, Роза Хутор, Life Fest Сочи, Europa Plus LIVE, Славянский базар, ЖАРА и др.
В декабре 2020 года контракт с продюсером расторгнут по причине разногласий в работе. Начала сотрудничать с лейблами StarStone Music и BELIEVE International.
Обладатель премии «Золотой хит 2022» телеканала «Music Box Gold» за песню «Броди в моей памяти».

## Дискография

### Студийный альбом
| Название            | Информация                                                                              | Примечание |
| ------------------- | --------------------------------------------------------------------------------------- | --- |
| Штрихкоды           | - Релиз: 1 февраля 2017 - Лейбл: Velvet Music - Формат: 13 x Файл, AAC, Album, 256 kbps | \| № \| Название \| Длительность \| \| ------------------- \| --------------------------------- \| ------------ \| \| 1. \| «Музыка» \| 3:24 \| \| 2. \| «Штрихкоды» \| 3:17 \| \| 3. \| «3D» \| 3:49 \| \| 4. \| «Белые ночи» \| 3:26 \| \| 5. \| «Ключи от сердца» \| 2:56 \| \| 6. \| «Душа» \| 4:36 \| \| 7. \| «Рядом» \| 3:11 \| \| 8. \| «Ракеты» \| 3:33 \| \| 9. \| «Подарила» \| 3:33 \| \| 10. \| «Искрами» \| 4:00 \| \| 11. \| «Ракеты (DJ Sasha Dith Remix)» \| 3:03 \| \| 12. \| «Искрами (DJ Antonio Remix)» \| 3:00 \| \| 13. \| «Ключи от сердца (DJ Noiz Remix)» \| 2:57 \| \| Общая длительность: \| Общая длительность: \| 44:45 \| |
| №                   | Название                                                                                | Длительность |
| 1.                  | «Музыка»                                                                                | 3:24 |
| 2.                  | «Штрихкоды»                                                                             | 3:17 |
| 3.                  | «3D»                                                                                    | 3:49 |
| 4.                  | «Белые ночи»                                                                            | 3:26 |
| 5.                  | «Ключи от сердца»                                                                       | 2:56 |
| 6.                  | «Душа»                                                                                  | 4:36 |
| 7.                  | «Рядом»                                                                                 | 3:11 |
| 8.                  | «Ракеты»                                                                                | 3:33 |
| 9.                  | «Подарила»                                                                              | 3:33 |
| 10.                 | «Искрами»                                                                               | 4:00 |
| 11.                 | «Ракеты (DJ Sasha Dith Remix)»                                                          | 3:03 |
| 12.                 | «Искрами (DJ Antonio Remix)»                                                            | 3:00 |
| 13.                 | «Ключи от сердца (DJ Noiz Remix)»                                                       | 2:57 |
| Общая длительность: | Общая длительность:                                                                     | 44:45 |

### Мини-альбом
| Название            | Информация                                                                           | Примечание |
| ------------------- | ------------------------------------------------------------------------------------ | --- |
| 1                   | - Релиз: 26 февраля 2016 - Лейбл: Velvet Music - Формат: 6 x Файл, AAC, EP, 256 kbps | \| № \| Название \| Длительность \| \| ------------------- \| --------------------------------- \| ------------ \| \| 1. \| «Музыка» \| 3:20 \| \| 2. \| «Штрихкоды» \| 3:13 \| \| 3. \| «3D» \| 3:49 \| \| 4. \| «Ракеты» \| 3:33 \| \| 5. \| «Ключи от сердца» \| 2:53 \| \| 6. \| «Штрихкоды (DJ Sasha Dith Remix)» \| 2:48 \| \| 7. \| «Ракеты (DJ Sasha Dith Remix)» \| 3:03 \| \| Общая длительность: \| Общая длительность: \| 22:39 \| |
| №                   | Название                                                                             | Длительность |
| 1.                  | «Музыка»                                                                             | 3:20 |
| 2.                  | «Штрихкоды»                                                                          | 3:13 |
| 3.                  | «3D»                                                                                 | 3:49 |
| 4.                  | «Ракеты»                                                                             | 3:33 |
| 5.                  | «Ключи от сердца»                                                                    | 2:53 |
| 6.                  | «Штрихкоды (DJ Sasha Dith Remix)»                                                    | 2:48 |
| 7.                  | «Ракеты (DJ Sasha Dith Remix)»                                                       | 3:03 |
| Общая длительность: | Общая длительность:                                                                  | 22:39 |

### Синглы
- 2016 — «С Новым Годом!»
- 2017 — «Beautiful Life»
- 2017 — «Холодно» (с Мари Краймбрери, Lx24, Luxor)
- 2017 — «Перемотай» (с Мишей Марвиным)
- 2018 — «Выпьем за любовь» (с Игорем Николаевым)
- 2018 — «Клетка» (с Леонидом Руденко)
- 2018 — «Солью»
- 2018 — «Сопротивление бесполезно»
- 2019 — «Нереальная любовь» (с Еленой Темниковой)
- 2019 — «Нереальная любовь (Old School Edition)» (с Еленой Темниковой)
- 2019 — «Плавишь»
- 2020 — «Динамики»
- 2021 — «Манекен»
- 2021 — «Всё хорошо»
- 2022 — «Варвара» (с Jangin)
- 2022 — «Броди в моей памяти»
- 2022 — «Хиросима»
- 2023 — «Делаешь больно»
- 2023 — «ДИГОРИЯ»
- 2023 — «Без вести»
- 2023 — «МЕЧ»
- 2024 — «Я тебя подожду»
- 2024 — «КРИПТО ЛЮБОВЬ»
- 2024 — «I Want You» (с De Salvo)
- 2024 — «Руны»

## Видеография
| Год  | Клип                                           | Режиссёр                                                |
| ---- | ---------------------------------------------- | ------------------------------------------------------- |
| 2015 | «Штрихкоды»                                    | Дягилева Нина, Зотов Данила                             |
| 2015 | «Ракеты»                                       | Дягилева Нина, Зотов Данила, Ася Фри                    |
| 2015 | «Душа»                                         | Еганов Дмитрий                                          |
| 2016 | «Белые ночи»                                   | Дима Кролл                                              |
| 2016 | «Ключи от сердца»                              | Ирина Миронова                                          |
| 2016 | «Искрами»                                      | Алан Бадоев                                             |
| 2017 | «Beautiful Life»                               | Наталья Гуркина                                         |
| 2018 | «Холодно» (feat. Мари Краймбрери, Lx24, Luxor) | Serghey Grey                                            |
| 2018 | «Клетка» (feat. Леонид Руденко)                | Алексей Голубев                                         |
| 2018 | «Солью»                                        | Нина Дягилева, Данила Зотов, Ася Фри, Дмитрий Савоськин |
| 2019 | «Плавишь»                                      | неизвестно                                              |
| 2022 | EMMA M «Всё хорошо»                            | неизвестно                                              |

## Другая Эм
Член Российского союза писателей с 2022 года, авторское имя — Другая Эм. Дебютная книга стихов «Панацея» вышла в сентябре 2021 года, издательство «Эксмо».
Лауреат литературной премии имени Сергея Есенина «Русь моя» (2022).
Награждена медалью «Марина Цветаева 130 лет» за вклад в развитие русской литературы (2023).